# Középfölde nyelvei
J. R. R. Tolkien művei Középfölde képzeletbeli világán alapulnak, melyet számos faj népesít be, melyek különböző nyelveket beszélnek, és sokféle módon írják le azokat.
Tolkien nyelvészként nagyon alaposan kidolgozta számos faj nyelvét és írását, valamint jó néhány faj nyelvéből hagyott ránk töredékeket, melyből a nyelvek szerkezete már nem rekonstruálható. A Gyűrűk Ura című regényének függelékében nagy vonalakban megtalálható néhány nyelv szerkezeti és történelmi leírása.
Egyre többen foglalkoznak a professzor által kitalált nyelvek fennmaradt maradványokból való rekonstruálásával, továbbfejlesztésével „kerek-egésszé tételével”. Ez azonban hatalmas kihívás, ráadásul az egyre mélyrehatóbb kutatásokkal egyre újabb és újabb nyelvészeti kérdések fogalmazódnak meg a vállalkozó szellemű nyelvészekben.

Ám sok nyelv fejlődése nem állt meg, és Tolkien rajongói szótárakat, illetve betűket készítettek és készítenek a különböző nyelvek használatához.
Ebben a cikkben megtalálhatóak Középfölde ismert nyelvei, illetve azon nyelvek leírása, melyekről kevés adattal rendelkezünk, melyek szerkezeti felépítése és szókincse nagyon hiányos vagy ismeretlen.

## Kidolgozott nyelvek
- Eldarin nyelvek (nyugati tündék nyelvei):
  - Quenya: A nemestündék nyelve, melyet Középföldén inkább csak ünnepélyes alkalmakkor használtak (afféle „tünde-latin”-ként).
  - Sindarin: A szürketündék nyelve, a quenyánál szélesebb körben elterjedt tünde nyelv.
  - Telerin nyelv: A telerek (Aman partvidékén élő tündék) nyelve.
- Khuzdûl: A törpök nyelve.
- Adûni: A númenori emberek nyelve.

## Részletekben ismert nyelvek

### Közös nyelv (nyugori nyelv)
A tündék kivételével ez az anyanyelve a harmadkorban a legtöbb nép gyermekének, Arnor és Gondor között.
Eredetileg az edánok – az emberek atyáinak – nyelve volt, később Númenorban használták, és fokozatosan vált széles körben elterjedtté.
A hobbitok ősi nyelve nem ismert, már a harmadkor előtti több ezer évben is az emberek nyelveit beszélték.

### Entek nyelve (onodrim)
Az entek nyelve egyedülálló Középföldén. Az enteken kívül másnak soha nem sikerült megtanulnia az általuk használt körülményes kifejezésmódot. Nyelvükkel csak rendkívül hosszú idő alatt lehetett információt közölni. Az entek azonban jó nyelvérzéküknek köszönhetően bármilyen más nyelvet (legyen az tünde-, vagy embernyelv) könnyen sajátítottak el.
A hagyományok szerint a tündék tanították meg az enteket a kommunikációra amikor felébresztették őket.

### Éorlingok (lovasnép) nyelve
A rohani nyelv távoli rokona az adúninak. Valószínűleg akkor váltak szét, amikor a Númenoriak ősei Beleriandba vándoroltak keletről. Az éorlingok ősei hátramaradtak, s nyelvük más irányba fejlődött. A hobbitok is feltehetően ennek a nyelvnek egy változatát (vagy ebből kialakult nyelvet) használták, mielőtt fokozatosan áttértek volna a nyugorira.
Tolkien nyelvei közül ez hasonlít leginkább az angolra, hiszen alapjait (szavait) a korai angol nyelvből merítette.

### Fekete beszéd(orkok, mordori lények nyelve)
„A Fekete Beszédet állítólag Szauron találta ki a Sötét Években; valamennyi alattvalóját rá akarta szoktatni, de ezt a célját nem sikerült elérnie.”, mivel Szauron egymástól elszigetelt teremtményei mind megalkották a saját „akcentusukat”, amit mások nem igazán értettek meg, így az egymás közti kommunikációban legtöbbször a nyugorit használták (fekete „adalékokkal”, erős ferdítéssel).
A nyelv hangzása kemény, mély hangrendű; szókészletének nagy része durva, egyszerű fogalmakat ír le.
Az Egy Gyűrű szövege Fekete Beszéd latin betűs átíratában:
„Ash nazg durbatulûk, ash nazg gimbatul, ash nazg thrakatulûk agh burzum-ishi krimpatul.”
Angol eredetiben: „One Ring to rule them all, One Ring to find them, One Ring to bring them all and in the darkness bind them…”
Műfordításban [nem szó szerint]: „Egy Gyűrű mind fölött, egy Gyűrű kegyetlen, egy a sötétbe zár, mert bilincs az Egyetlen.”
Néhány ismert szó:
- ghâsh = tűz
- kapshû = öregember
- nazg = gyűrű
- gûl = lidérc
- uruk = ork
- hai = vezér/nép[forrás?]
- olog = troll
- ash = egy

### Valarin nyelv
Az ainuk által kitalált és használt nyelv. A szűk értelemben vett Középföldén (vagyis a kontinensen) egyáltalán nem terjedt el. Népszerűsége Valinorban sem érte utol a tünde nyelvekét – többnyire a valák is a quenyát használták egymás között.

## Külső hivatkozások
- Ardalambion – Tongues of Arda (angol), a legelismertebb Tolkien-nyelvész (Helge Fauskanger) oldala
- Black speech (angol)
- Yamada language center (angol) – leírások, fontok
- utumno – fekete beszéd, magyar oldal
- parf-en-ereglass.hu, magyar oldal